# Машина часу (фільм, 1960)
«Машина часу» (англ. «The Time Machine», 1960) — американський науково-фантастичний фільм за романом «Машина часу» Герберта Велза, створений режисером Джорджем Пелом.
Загалом сюжет слідує оригінальному роману. Винахідник Джордж створює машину часу, на якій вирушає дізнатись яким стане людство в майбутньому. Зрештою він опиняється в епоху, де люди, попри його сподівання, розділилися на два види: зніжених байдужих елоїв та звіроподібних морлоків. Однак на відміну від роману, фільм оптимістичніший, стверджуючи, що ця епоха не є тупиком розвитку. Також у фільмі наявна антивоєнна мораль.

## Сюжет
Винахідник Джордж наприкінці 1899 року скликає своїх друзів показати їм свій винахід — машину часу. Джордж запізнюється та несподівано входить брудний і голодний. Він розповідає, що випробував свою машину та показує її модель. Друзі сперечаються чи визначене майбутнє наперед, чи його можливо змінити. Джордж переміщує модель у часі, але ті не вірять, вважаючи це фокусом. Тоді він, коли друзі йдуть, вирушає в майбутнє на повнорозмірній машині.
Спершу мандрівник у часі переміщується на кілька годин, потім усе далі і виходить на вулицю в 1917 році. Він зустрічає, як він думає, свого друга Девіда, який виявляється його сином, Джеймсом. Джеймс розповідає, що його батько загинув на фронті, триває Перша світова війна. Мандрівник засмучений і повертається до своєї машини. Наступна його зупинка відбувається за часів Другої світової війни, він бачить спалахи зенітних залпів, загороджувальні аеростати й літаки. Потім, зупинивши машину в 1966 році, він знову зустрічає Джеймса, вже постарілого. Вони не встигають поговорити, тому що по всьому місту звучить сирена і всі біжать до бомбосховищ. Починається ядерне бомбардування, яке спричиняє виверження вулкана, і місто гине в лаві.
Джордж встигає запустити свою машину, що опиняється в товщі каменю. Потім ерозія руйнує камінь, мандрівник бачить як зводяться нові споруди. Цікавість спонукає його вирушити ще далі, поки його не викидає в 802 701 році. Джордж опиняється біля камінного сфінкса та вирішує оглянути околиці. Він ходить серед руїн, зарослих прекрасним садом. У зруйнованій споруді Джордж знаходить місце бенкету і, намагаючись зрозуміти кому він призначений, губиться.
Зрештою Джордж натрапляє на гурт гарних безтурботних людей, які однак байдужі до того, що одна з жінок, Віна, тоне. Джордж рятує її, жінка звертається до нього англійською мовою з питанням нащо він урятував її. Віна розповідає, що її народ називається елої та застерігає не лишатися надворі вночі. Елої зовсім не цікавляться появою появою Джорджа, хоча відповідають на його питання. Той з'ясовує, що люди майбутнього не мають влади чи законів і не працюють, а лише розважаються. Один з чоловіків відводить Джорджа в занедбану бібліотеку, книги в якій виявляються зітлілі. Розлючений байдужістю елоїв до культури, Джордж вирішує повернутися в свій час.
Однак, повернувшись до сфінкса, Джордж бачить, що машина часу зникла. Сліди ведуть за двері у підніжжі сфінкса, та відчинити їх не вдається. Вночі Джордж помічає дивних білих істот, схожих на великих мавп. Він намагається розпитати Віну хто це такі, але вона боїться їх і не бажає говорити. Ці істоти ледве не викрадають Віну, котра називає їх морлоками. Джордж розпалює багаття та виявляє, що Віна ніколи не бачила вогню. Він припускає, що елої не втратили тяги до знань і моралі, їм лише бракує того, хто пробудить ці якості.
Наступного дня Джордж виявляє колодязі, звідки лине шум машин. Віна відводить його у сховище «балакучих кілець» — пристроїв, на яких записано аудіо. З одного Джордж довідується про трьохсотлітню війну, після якої планета виявилась непридатною для життя. Частина людей сховалася під землею, вважаючи, що на поверхні ніхто не виживе. Нащадки підземних людей стали морлоками, що використовували жителів поверхні, елоїв, як худобу, поїдаючи їх. Морлоки забезпечують елоїв їжею та одягом, а взамін забирають старих елоїв для харчування.
Елої на звук сирени, що в давнину означав наказ ховатися в бомбосховищах, інстинктивно йдуть до сфінкса. Віна опиняється всередині, Джордж намагається пояснити елоям, що їхня поведінка безглузда, проте вони лишаються байдужі. Крізь один з колодязів він спускається в наповнене машинами та кістками елоїв підземелля.
Джордж знаходить Віну та змушує елоїв, яких ведуть на забій, розбігтися. З допомогою смолоскипа Джордж розганяє морлоків, стається пожежа. Джордж виводить елоїв на поверхню. За його наказом елої закидують колодязі хмизом, щоб розбурхати пожежу. Підземелля вибухає та обвалюється.
Джордж лишається серед елоїв без надії повернутися. Він розповідає Віні про свій час, але розмову перериває руйнація сфінкса. Джордж знаходить свою машину і пропонує Віні вирушити з ним. Але двері зачиняються за ним і Джордж розуміє, що це була пастка. Оточений морлоками, він сідає в машину часу та випадково запускає її далі в майбутнє, спостерігаючи як підземні жителі вимирають.
Ледь притомний, мандрівник вирушає в минуле та врешті опиняється на початку 1900 року. В його розповідь друзі не вірять, але Джордж виявляє, що з ним квітка, яку подарувала Віна. Він вручає цю квітку Девіду. Коли всі йдуть, Девід повертається та виявляє, що Джордж зник разом зі своєю машиною. Це переконує його, що розповідь мандрівника в часі правдива. Девід розповідає покоївці Вотчет, що Джордж напевне вирушив у майбутнє допомогти елоям відбудувати цивілізацію. Також вони помічають, що той взяв три книги, але які саме лишається невідомим.

## У ролях
- Род Тейлор — Джордж
- Алан Янг — Девід Філбі / Джеймс Філбі
- Іветт Міміеукс — Віна
- Себастьян Кабот — доктор Філіп Найлаір
- Том Хелмор — Ентоні Брайдвел
- Вайт Бісселл — Волтер Кемп
- Доріс Ллойд — пані Вотчет
- Пол Фрідс — Голос Кільця